# 福岡県道756号中津白口線
福岡県道756号中津白口線（ふくおかけんどう756ごう なかつしらくちせん）は、福岡県久留米市を通る一般県道である。

## 概要
久留米市大善寺町から荒木町に至る。

### 路線データ
- 起点：久留米市大善寺町藤吉（大善寺橋交差点、福岡県道47号久留米城島大川線・福岡県道710号宮本大川線上、佐賀県道・福岡県道146号坂口藤吉線終点）
- 終点：久留米市荒木町白口（福岡県道89号瀬高久留米線交点）

## 路線状況

### 重複区間
- 福岡県道47号久留米城島大川線（久留米市大善寺町藤吉・大善寺橋交差点（起点） - 久留米市大善寺町藤吉・若宮橋交差点）
- 福岡県道710号宮本大川線（久留米市大善寺町藤吉・大善寺橋交差点（起点） - 久留米市大善寺町宮本・傘橋交差点）

## 地理

### 通過する自治体
- 久留米市

### 交差する道路
| 交差する道路 | 交差する場所 | 交差する場所          |
| --- | ------------ | --------------------- |
| 福岡県道47号久留米城島大川線 重複区間起点 佐賀県道・福岡県道146号坂口藤吉線 福岡県道710号宮本大川線 重複区間起点 | 大善寺町藤吉 | 大善寺橋交差点 / 起点 |
| 福岡県道47号久留米城島大川線 重複区間終点                                                                        | 大善寺町藤吉 | 若宮橋交差点          |
| 福岡県道23号久留米柳川線 福岡県道710号宮本大川線 重複区間終点                                                    | 大善寺町宮本 | 傘橋交差点            |
| 福岡県道759号壱丁原白口線                                                                                        | 荒木町白口   | 荒木三差路交差点      |
| 福岡県道89号瀬高久留米線                                                                                         | 荒木町白口   | 終点                  |

### 交差する鉄道
- 西鉄天神大牟田線

### 沿線
- 久留米市立大善寺小学校
- JR九州鹿児島本線 荒木駅（終点付近）